# 川口健一
川口 健一（かわぐち けんいち、1949年5月 - ）は、日本の文学者（ベトナム文学）。東京外国語大学名誉教授。

## 略歴
- 1976年3月 東京外国語大学外国語学部インドシナ語学科卒業
- 1981年3月 東京外国語大学大学院地域研究研究科修士課程修了
- 1984年4月 東京外国語大学外国語学部 助手
- 1987年4月 同 講師
- 1992年4月 同 助教授
- 2002年4月 同 教授
- 2009年4月 東京外国語大学総合国際学研究院（言語文化部門・文化研究系）教授（大学院重点化に伴う所属変更）
- 2013年　　東京外国語大学退職、同名誉教授

## 編著書

### 単著
- 『エクスプレス ベトナム語』白水社、1991年。

### 共編著
- 『ベトナム短篇小説選』大学書林、1982年。
- 『日越小辞典』大学書林、1985年。
- 『ベトナム語 世界の言語ガイドブック2 、アジア・アフリカ地域』1998年。
- タック・ラム『農園の日差し』　大同生命国際文化基金〈アジアの現代文芸〉、2000年。
- 『東南アジア文学への招待』（共編著）、段々社、2001年。